# Helicolenus
A Helicolenus a sugarasúszójú halak (Actinopterygii) osztályának a skorpióhal-alakúak (Scorpaeniformes) rendjébe, ezen belül a Sebastidae családjába tartozó nem.

## Rendszerezés
A nembe az alábbi 9 faj tartozik:
- Helicolenus avius Abe & Eschmeyer, 1972
- Helicolenus barathri (Hector, 1875)
- Rózsás álsügér (Helicolenus dactylopterus) (Delaroche, 1809) – típusfaj
- Helicolenus fedorovi Barsukov, 1973
- Helicolenus hilgendorfii (Döderlein, 1884)
- Helicolenus lahillei Norman, 1937
- Helicolenus lengerichi Norman, 1937
- Helicolenus mouchezi (Sauvage, 1875)
- Helicolenus percoides (Richardson & Solander, 1842)

## Képek

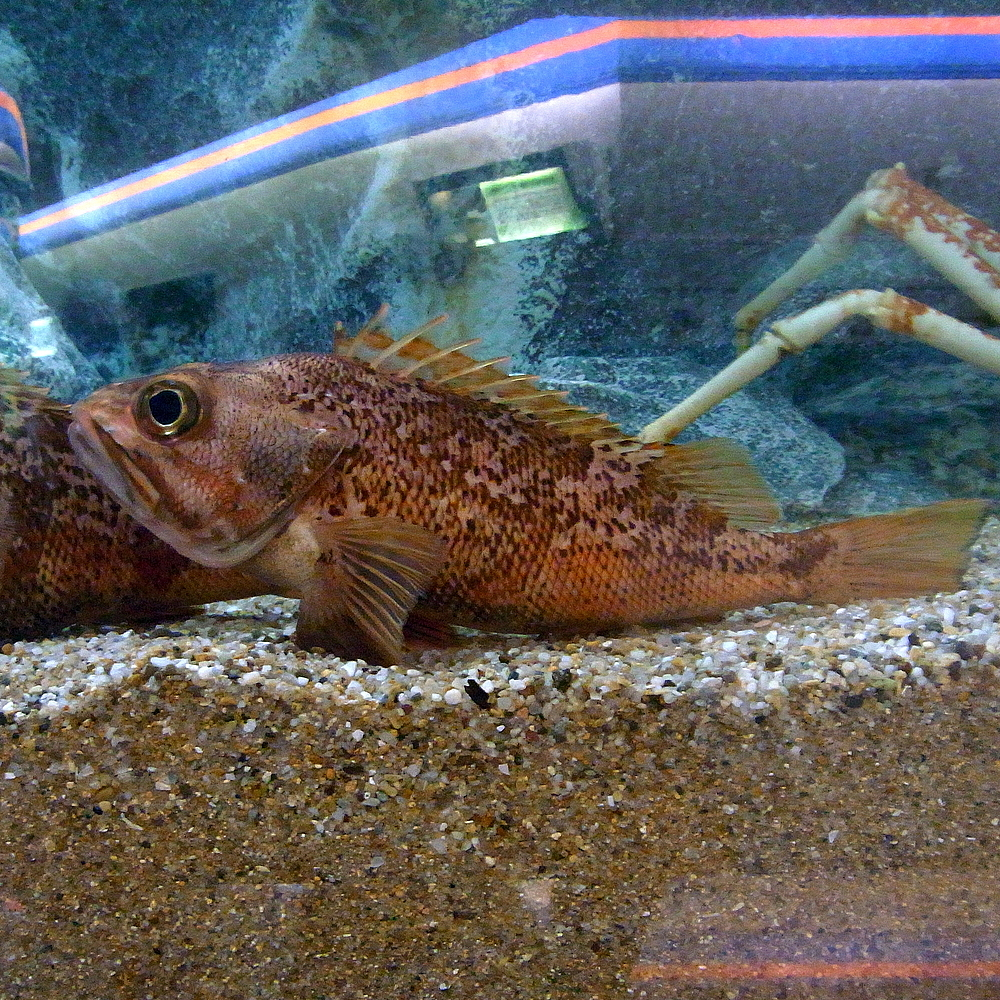
Helicolenus hilgendorfii
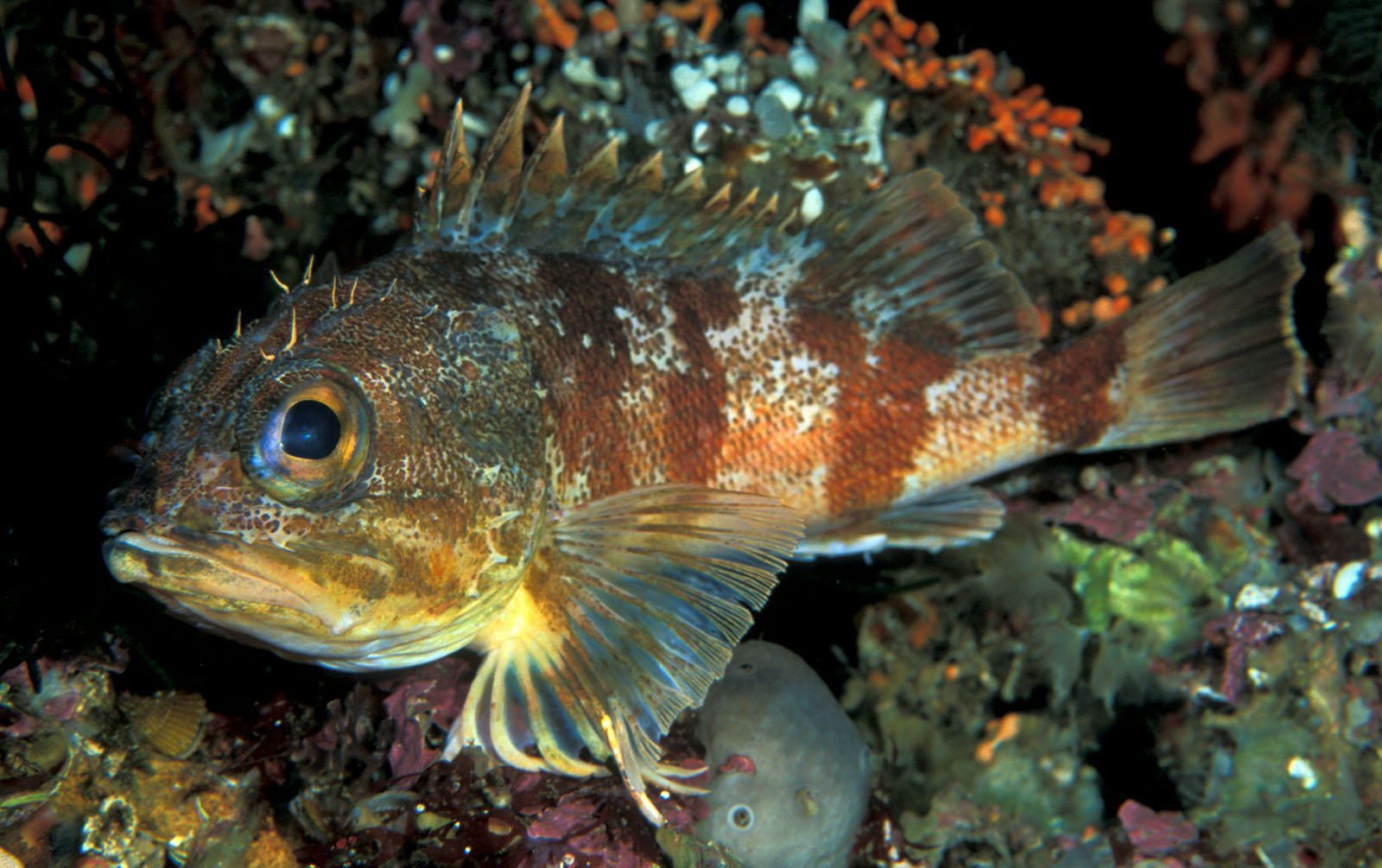
Helicolenus percoides